# Pavlov (district de Břeclav)
Pour les articles homonymes, voir Pavlov.
Pavlov (en allemand : Pollau) est une commune du district de Břeclav, dans la région de Moravie-du-Sud, en République tchèque. Sa population s'élevait à 592 habitants en 2020.

## Géographie
Pavlov est situé entre les collines de la Pálava et le lac de barrage de Nové Mlýny sur la Dyje. Le village est dominé par la colline du Děvín (549 m, à ne pas confondre avec le Devín de Bratislava) et les ruines du château de Děvičky (en allemand : Maidburg).

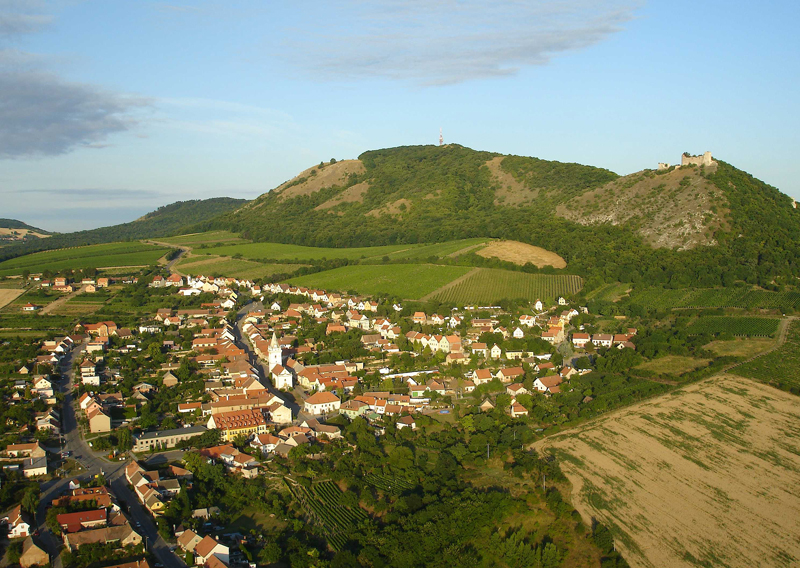
Pavlov : vue aérienne.

Pavlov se trouve à 9 km au nord-nord-est de Mikulov, à 21 km au nord-ouest de Břeclav, à 37 km au sud de Brno et à 210 km au sud-est de Prague.
La commune est limitée par Dolní Věstonice et Strachotín au nord, par Šakvice à l'est, par Milovice au sud, par Klentnice au sud-ouest et par Horní Věstonice à l'ouest.

## Symboles
Le blason est attesté sous une forme similaire depuis 1575. Il comporte un poisson et deux grappes de raisin.

## Histoire
La commune compte l'un des plus importants sites archéologiques paléolithiques de la République tchèque et a donné son nom au Pavlovien, une variante régionale du Gravettien. En particulier, sept squelettes complets de loups témoignent d'une tentative précoce de domestication. Dans le village voisin de Dolní Věstonice, une célèbre Vénus paléolithique en terre cuite a été retrouvée.
La première mention du château date de 1222 sous le nom de Dewiczky. C'est l'époque où la colonisation bavaroise commence et le château apparaît ensuite sous le nom de « Maydberch ». En 1334, sous le règne du roi de Bohême Jean de Luxembourg, le château et les villages de Strachotín, Věstonice et Pavlov deviennent la propriété de Hartneid de Liechtenstein et restent en possession des Liechtenstein jusqu'en 1560. Après 1572, le bourg entre en possession de la famille des Dietrichstein. Pendant la guerre de Trente Ans, il est occupé par les Suédois qui le détruisent lors de leur départ en 1645. Dès lors, le château ne sera plus reconstruit, mais servira encore de tour de garde pendant plus d'un siècle. Actuellement, les ruines sont libres d'accès.
Le village est détruit par les hussites au début du XVe siècle lors des guerres hussites. En 1543, des protestants anabaptistes s'installent dans le village. Après le début de la guerre de Trente Ans et la victoire des troupes impériales à la bataille de la Montagne Blanche, ils sont chassés de Moravie (1622) et partent s'installer en Transylvanie. Durant cette guerre, Pollau est de nouveau détruit. Par conséquent, une grande partie des maisons du village datent de la deuxième moitié du XVIIe et du XVIIIe siècle. En particulier, la chapelle Sainte-Barbara (construite en 1658) a été convertie en église en 1740. Une partie du village est ravagée par un incendie en 1713 (ainsi qu'en 1833) et une colonne en l'honneur de saint Florian est inaugurée cette année-là (1713).
Le village est occupé par les troupes de Napoléon en 1805 et en 1809, puis par les Prussiens lors de la guerre de 1866. À cette époque, les habitants vivaient d'agriculture, en particulier de viticulture. Il y avait aussi une carrière, un four à chaux (jusqu'en 1885) et une briqueterie (jusqu'en 1925). À partir de 1936, l'eau potable arrive dans toutes les maisons et le village est électrifié en 1937. La commune comptait 940 habitants répartis dans 182 maisons en 1793 et 1 089 habitants en 1930 (260 maisons, 1 075 Allemands, 11 Tchèques). La Seconde Guerre mondiale causa la mort de 90 personnes et 16 civils perdirent la vie lors de la fin de la guerre. Une partie des habitants fut chassée immédiatement vers l'Autriche. Après la signature des accords de Potsdam et des décrets Beneš, 452 habitants furent transportés en Allemagne en 15 convois organisés entre le 17 mars et le 3 octobre 1946. Trente-huit personnes restèrent dans le village.

## Contes et légendes
- À Pollau, il existe un rocher qui s'appelle « les trois jeunes filles pétrifiées ». La légende raconte qu'une princesse mongole passa une nuit avec ses deux servantes dans le château de Maidenburg. Cependant, le châtelain les tua et les jeta par la fenêtre pour leur prendre leurs trésors. Le lendemain matin, les trois femmes étaient pétrifiées et se tenaient devant le bourg. C'est ainsi que le khan des Mongols vint avec ses troupes pour attaquer le pays et les venger.